# Мухаммад Фазиль-паша Дагестани
Мухаммад Фазиль-паша Дагестанлы (авар. Мухӏаммад Пазил Давудилав; 1853, с.Чох, Северо-Кавказский имамат — 1916, Багдад, Османская империя) — маршал Османской Империи, губернатор Мосула и Багдада.

## Биография
Мухаммад Фазиль-паша Дагестани родился в селении Чох (ныне Гунибский район Дагестана), в семье аварского узденя, известного оружейного мастера и ювелира Давудилава из рода Нахибашевых. В 1861 году в десятилетнем возрасте вместе со старшей сестрой Хабибат, которая вышла замуж за старшего сына имама Шамиля Гази-Мухаммеда, Мухаммад-Фазиль переехал в Россию. Здесь он завершил школьное образование и поступил учиться в военное училище, который заканчил с отличием в 1869 году. Молодой офицер по личному указанию царя Александра II был зачислен в императорский полк, где продолжил службу вместе с младшим сыном имама Шамиля Мухаммадом-Шафи. С 1 июня 1869 года он служит в Собственном Его Императорского Величества Конвое и к 1873 дослужится до прапорщика (с награждением золотой медалью на Анненской ленте для ношения на шее), а в сентябре 1874 г. будет прикомандирован ко 2-му взводу (горцев) лейб-гвардии Кавказского эскадрона.
В 1877 году перед началом русско-турецкой войны Мухаммад-Фазиль добился отставки с русской военной службы и навсегда эмигрировал в Турцию, где продолжил службу в османской армии. В османской армии Мухаммад-Фазиль занимал должность заместителя командира дагестанского полка, которым командовал сын Шамиля Гази-Мухаммад. Одновременно он являлся и адъютантом султана Абдулхамида II. Впоследствии он был переведён в Ирак и за время службы там он дослужился до звания генерала армии. Был командующим пограничной зоной с Ираном, губернатором городов Мосул и Багдад, генерал-губернатором Ирака. Будучи правителем Ирака, Мухаммад-Фазиль пользовался огромным авторитетом и уважением среди арабского населения, кочевых бедуинских племен и курдов, которые не раз предлагали Мухаммеду Фазилю Дагестани принять корону короля Ирака. Он каждый раз отказывался от такого предложения, оставаясь верным султану и присяге.
В годы первой мировой войны, будучи в преклонном возрасте и находясь на пенсии, Мухаммад-Фазиль-паша добился возвращения в армию и отправки на фронт. По приказу султана он был назначен командиром кавалерийского корпуса. В одном из сражений 23 февраля 1916 года в местечке Кут-эль-Амара близ Багдада Мухаммад-Фазиль-паша Дагестани был смертельно ранен осколком снаряда. В марте того же года приказом султана Мухаммад Фазиль-паше Дагестани посмертно было присвоено воинское звание маршала.

## Семья
- отец Маликов Магомед Давудилав
- мать Умукусум
- сестра Марьям
- сестра Хабибат (Кистаман) жена Гази-Мухаммеда сына имама Шамиля[1].
- жена Жавгарат из семьи мухаджиров, знатного аварского рода[3].
- сын Джамалудин
- сын Давудилав
- сын Газимухаммад Дагистани
- дочь Хаджар
- дочь Хадуч
- внук Тимур Дагистани.